# John Travolta Wannabe
John Travolta Wannabe är den andra EP-skivan från den sydkoreanska musikgruppen T-ara. Den släpptes den 28 juni 2011 för digital nedladdning och innehåller sju låtar. Albumet debuterade på tredje plats på Gaon Chart den 2 juli 2011.

## Låtlista
| 1. | Roly-Poly                  | 3:34 |
| 2. | Jinjja Jinjja Joahae       | 3:27 |
| 3. | Yayaya (Remix ver.)        | 3:33 |
| 4. | Wae Ireoni (Remix ver.)    | 3:49 |
| 5. | Ma Boo (Remix ver.)        | 3:29 |
| 6. | Mollayo (Remix ver.)       | 3:47 |
| 7. | Gwaenchanhayo (Remix ver.) | 3:59 |

## Listplaceringar
| Lista                 | Topplacering |
| --------------------- | ------------ |
| Sydkorea (Gaon Chart) | 3            |